# Championnat d'Europe de saut d'obstacles 1957
Navigation
Édition suivante
Le championnat d'Europe de saut d'obstacles 1957, première édition des championnats d'Europe de saut d'obstacles, a eu lieu en 1957 à Rotterdam, aux Pays-Bas. Il est remporté par l'Allemand Hans Günter Winkler.